# Donald Waddell
Pour les articles homonymes, voir Waddell.
Donald Waddell (né le 19 août 1958 à Détroit dans le Michigan aux États-Unis) est un joueur professionnel retraité de hockey sur glace. Il est présentement directeur général, président et gouverneur adjoint des Blue Jacket de Columbus depuis juin 2024. 

## Carrière de joueur
Don Waddell commence sa carrière dans le championnat universitaire avec l'université du Michigan du Nord en 1976. Deux saisons plus tard, il est choisi par les Kings de Los Angeles lors du repêchage amateur de la Ligue nationale de hockey. Troisième joueur choisi par les Kings, il est le 111e joueur repêché et finalement ne joue seul qu'un match dans la LNH. Il passe sa carrière entre 1980 et 1988 dans le circuit mineur jouant la majorité de son temps dans la Ligue internationale de hockey. En 1982, il remporte même le trophée du meilleur défenseur, le trophée des Gouverneurs.
En 1991 il est intronisé au temple de la renommée du sport de son université.

## Statistiques
Pour les significations des abréviations, voir Statistiques du hockey sur glace.
| Saison     | Équipe                        | Ligue        |    | Saison régulière | Saison régulière | Saison régulière | Saison régulière | Saison régulière |   | Séries éliminatoires | Séries éliminatoires | Séries éliminatoires | Séries éliminatoires | Séries éliminatoires |
| Saison     | Équipe                        | Ligue        | PJ | B                | A                | Pts              | Pun              | PJ               | B | A                    | Pts                  | Pun                  |                      |                      |
| 1976-1977  | Wildcats de Northern Michigan | NCAA         | 28 | 11               | 34               | 45               | 40               |                  |   |                      |                      |                      |                      |                      |
| 1977-1978  | Wildcats de Northern Michigan | NCAA         | 32 | 18               | 34               | 52               | 44               |                  |   |                      |                      |                      |                      |                      |
| 1978-1979  | Wildcats de Northern Michigan | NCAA         | 23 | 5                | 20               | 25               | 24               |                  |   |                      |                      |                      |                      |                      |
| 1979-1980  | Wildcats de Northern Michigan | NCAA         | 37 | 18               | 32               | 50               | 30               |                  |   |                      |                      |                      |                      |                      |
| 1979-1980  | Oilers de Tulsa               | LCH          |    |                  |                  |                  |                  | 1                | 0 | 0                    | 0                    | 0                    |                      |                      |
| 1980-1981  | Gears de Saginaw              | LIH          | 40 | 4                | 18               | 22               | 33               | 13               | 2 | 4                    | 6                    | 6                    |                      |                      |
| 1980-1981  | Apollos de Houston            | LCH          | 31 | 4                | 5                | 9                | 23               |                  |   |                      |                      |                      |                      |                      |
| 1980-1981  | Kings de Los Angeles          | LNH          | 1  | 0                | 0                | 0                | 0                |                  |   |                      |                      |                      |                      |                      |
| 1981-1982  | Gears de Saginaw              | LIH          | 77 | 26               | 69               | 95               | 61               | 14               | 1 | 17                   | 18                   | 0                    |                      |                      |
| 1982-1983  | Gears de Saginaw              | LIH          | 18 | 3                | 17               | 20               | 10               |                  |   |                      |                      |                      |                      |                      |
| 1982-1983  | Nighthawks de New Haven       | LAH          |    |                  |                  |                  |                  | 2                | 0 | 0                    | 0                    | 0                    |                      |                      |
| 1983-1984  | Augsburg EV                   | 2.Bundesliga | 8  | 6                | 5                | 11               | 10               |                  |   |                      |                      |                      |                      |                      |
| 1984-1985  | Generals de Flint             | LIH          | 35 | 3                | 14               | 17               | 10               |                  |   |                      |                      |                      |                      |                      |
| 1984-1985  | Goaldiggers de Toledo         | LIH          | 42 | 10               | 31               | 41               | 12               | 6                | 0 | 6                    | 6                    | 0                    |                      |                      |
| 1985-1986  | Goaldiggers de Toledo         | LIH          | 63 | 19               | 50               | 69               | 113              |                  |   |                      |                      |                      |                      |                      |
| 1985-1986  | Nighthawks de New Haven       | LAH          | 6  | 1                | 4                | 5                | 9                | 5                | 1 | 2                    | 3                    | 4                    |                      |                      |
| 1986-1987  | Spirits de Flint              | LIH          | 10 | 1                | 4                | 5                | 2                | 6                | 1 | 3                    | 4                    | 4                    |                      |                      |
| 1987-1988  | Spirits de Flint              | LIH          | 71 | 17               | 58               | 75               | 61               | 15               | 5 | 10                   | 15                   | 6                    |                      |                      |
| 1987-1988  | Nighthawks de New Haven       | LAH          | 2  | 1                | 2                | 3                | 0                |                  |   |                      |                      |                      |                      |                      |
| Totaux LNH | Totaux LNH                    | Totaux LNH   | 1  | 0                | 0                | 0                | 0                |                  |   |                      |                      |                      |                      |                      |

## Après carrière
Lors de sa dernière saison dans la LIH avec les Spirits de Flint, il occupe le double poste de joueur et d'entraîneur adjoint de l'équipe. La saison suivante, il devient l'entraîneur numéro un de l'équipe pour deux saisons.
En 1991-1992, il occupe le même poste pour les Gulls de San Diego de la LIH mais ne garde le poste qu'un an.
Après ça, Waddell est en 1997-1998 le directeur général adjoint des Red Wings de Détroit et remporte avec eux la Coupe Stanley. Le 23 juin 1998, Don Waddell est nommé comme premier directeur Général de la nouvelle franchise des Thrashers d'Atlanta, équipe qui fera ses débuts dans la LNH en 1999.
En décembre 2002, Waddell décide de renvoyer Curt Fraser, premier entraîneur des Thrashers, après un mauvais départ dans la saison. Waddell occupe le poste d'entraîneur par intérim avant l'arrivée de Bob Hartley en janvier. Waddell occupe le poste pour dix matchs (quatre victoires, cinq défaites et une défaite en prolongation).
Le 10 octobre 2007, après six défaites de l'équipe, Hartley  est congédié de son poste et Waddell passe une nouvelle fois derrière le banc.
Waddell poursuit en tant que directeur-général des Thrashers jusqu'au terme de la saison 2009-2010. Il délaisse par la suite son poste de DG, étant promu au titre de président de l'équipe.
Le 8 mai 2018, il effectue un retour au hockey, acceptant le poste de directeur général des Hurricanes de la Caroline.